# José Perácio
José Perácio, né le 2 novembre 1917 à Nova Lima et mort le 10 mars 1977 à Rio de Janeiro à cinquante-neuf ans, est un footballeur brésilien. Il a occupé durant sa carrière le poste d'attaquant.

## Biographie

### Du Villa Nova au Botafogo
Commençant sa carrière au Villa Nova Atlético Clube, José Perácio rejoint en 1937 le Botafogo avec déjà trois titres de champion du Minas Gerais à son palmarès. Dans le club de ses rêves, il fait des merveilles sur le côté gauche du stade de General Severiano.
José Perácio est appelé par Adhemar Pimenta pour la Coupe du monde 1938. Il y joue quatre des cinq matches de son équipe, et marque trois buts dont un doublé contre la Pologne en huitièmes de finale. En France, il se crée un nom grâce à sa frappe de balle en ayant cassé le bras et la clavicule du gardien tchécoslovaque František Plánička, qui voulant arrêter son tir entre en collision avec le poteau et doit par la suite renoncer à la compétition.
En 1940, José Perácio signe au Clube de Regatas do Flamengo. Avec Valido, Zizinho, Pirilo et Vevê, il joue un rôle important dans la conquête du titre dans le championnat de Rio de Janeiro, qu'il remporte en 1942, 1943 et 1944.

### Pendant la guerre
Durant la Seconde Guerre mondiale, il sert dans la force expéditionnaire brésilienne, et part combattre en 1944 au sein de la cinquième armée britannique dans la campagne d'Italie.

### Revient d'Italie, et continue au Flamengo
De retour d'Europe, il continue de briller au Flamengo jusqu'en 1947, année où à trente ans il n'entre plus dans les plans de l'entraîneur mengão. Il est donc laissé de côté, et se cherche un nouveau club.

### Fin de carrière
En 1950, José Perácio rejoint Niterói et le Canto do Rio Football Club. Il y reste deux saisons, mettant en 1951 un terme à sa carrière.

## Palmarès
- Champion du Minas Gerais : 1933, 1934 et 1935
- Troisième de la Coupe du monde : 1938
- Champion de Rio de Janeiro : 1942, 1943 et 1944